# Interakció-tervezési minta
Az interakció-tervezési minta a grafikus felhasználói felületek általános mintáit írja le a felhasználó és a számítógép közötti interakciók (IxD) során.
A minta egy gyakori tervezési probléma megoldásának formális dokumentációja. Az ötletet Christopher Alexander építész mutatta be várostervezési és épületépítészeti felhasználásra, és számos más tudományághoz adaptálták, ideértve az oktatást és a pedagógiát, a fejlesztés szervezését és folyamatát, valamint a szoftverarchitektúrát és szoftvertervezést.
Vagyis az interakció-tervezési minták leírják az általános használhatósági vagy hozzáférhetőségi problémák megoldásait egy adott kontextusban. Olyan interakciós modelleket dokumentálnak, amelyek megkönnyítik a felhasználók számára az interfész megértését és feladataik teljesítését.

## Története
A minták Christopher Alexandertől származnak, kezdetben mint építészeti koncepciók. A minták olyan útmutatások, melyek leírják a legjobb gyakorlatokat, magyarázatot adnak a legjobb dizájnokra, és rögzítik a tapasztalatokat annak érdekében, hogy más emberek újra felhasználhassák ezeket a megoldásokat.
A tervezési mintákat a szoftvermérnökök használják a tényleges tervezési folyamat során, továbbá a tervek másokkal való ismertetéséhez. A tervezési minták a Design Patterns: Elements of Reusable Object-Oriented Software című könyv kiadása után váltak népszerűvé a számítástechnikában. Azóta kialakult egy közösség, amely mintákat határoz meg a problémás területekhez, beleértve a szoftverarchitektúra stílusait és az objektumorientált kereteket. A Pattern Languages of Programming Conference (1994–) kiadványai számos példát tartalmaznak a szakterület-specifikus mintákra.
A minták alkalmazását az interakció-tervezésre először Norman és Draper User Centered System Design (1986) című könyvében javasolták. Az Apple Macintosh Human Interface Guidelines-ja Christopher Alexander műveit is ajánlott olvasmányában idézi.

## Könyvtárak
Alexander elképzelt egy minta-nyelvet mint strukturált rendszert, amelyben a szemantikus kapcsolatok a minták között egy olyan egészet hoznak létre, amely nagyobb, mint a részek összessége, ugyanúgy, mint ahogy a szavak közötti nyelvtani kapcsolatok értelmessé teszik a mondatot. Míg egyes mintagyűjtemények megkísérlik létrehozni a nyelv megalkotásához szükséges strukturális kapcsolatokat, sok más egyszerűen minták összességét jelenti (így helyesebb a könyvtár megnevezés).

## Mobil interakcióminta könyvtárak
A mobileszközök, mint például az okostelefonok és táblagépek népszerűsége szükségessé tesz egy mobil interakcióminta könyvtárat. Ezt az igényt a következők vezérlik:
- Különbségek a mobileszközökön való felhasználói viselkedésben és interakciókban, például a csúsztatás és koppintás mozdulatai, valamint face-to-face interakció az asztali GUI-val (amely egérrel vezérelt)
- Különbségek a fizikai tulajdonságokban a mobil és az asztali eszköz között, például a képernyő mérete, az érintőképernyő stb.
- A mobil operációs rendszerek által javasolt tervezési irányelvek, pl. iOS, Android

## Elemek
Ahhoz, hogy a minták hasznosak legyenek az ezeket felhasználó tervezők és fejlesztők számára, fontos, hogy ezek megtalálhatóak és olvashatónak legyenek.

### Közös elemek
Bár a mintaleírások némileg eltérnek, sok könyvtár rendelkezik a következő elemekkel:
- Mintanév: Egy egyedi és leíró név kiválasztása segít az embereknek megtalálni a mintát, és ösztönzi a kommunikációt a csapattagok között a tervezési megbeszélések során.
- Leírás: Mivel az olyan rövid nevek, mint a „one-window drilldown” néha nem elegendőek a minta leírására, néhány további magyarázat (vagy képernyőkép) segít megmagyarázni a minta működését.
- Probléma megfogalmazása: Felhasználóközpontú nyelven írva közli, hogy a felhasználó mit akar elérni, vagy mi a kihívás a végfelhasználó számára.
- Használati eset: A felhasználás környezete a tervezési minta kritikus eleme. Ez az elem segít az embereknek megérteni azokat a helyzeteket, amikor a tervezési minta érvényes (és azt is, amikor nem).
- Megoldás: A megoldásnak meg kell magyaráznia a probléma megoldási módját, és tartalmazhat ellenőrzőlistákat, képernyőképeket vagy akár rövid videókat, amelyek bemutatják a mintát.
- Indoklás: A minta működési okainak megadása megerősíti a megoldást, bár a kevés idővel rendelkező fejlesztők inkább figyelmen kívül hagyják ezt a magyarázatot.
- Példák: Minden példa bemutatja a minta sikeres alkalmazását. Ehhez gyakran mellékel egy képernyőképet és egy rövid leírást.
- Megjegyzések: Olyan hely, ahol a fejlesztőcsapat megvitathatja a minta használatát.

### Opcionális elemek
A mintakönyvtárak további elemeket is tartalmazhatnak, melyek a programozói csapat igényeitől függenek. Ezek lehetnek:
- Megvalósítási specifikációk: Stílusfejlesztési útmutató, amely részletes információkat tartalmaz a betűméretekről, a képpontméretekről, a színekről, valamint az üzenetek és címkék megfogalmazásáról.
- Használhatósági kutatás: A használhatósági tesztekből vagy más felhasználói visszajelzésekből származó eredmények; ez magában foglalhatja a fejlesztők, az ügyfélszolgálat vagy az értékesítési csapat visszajelzéseit is.
- Kapcsolódó minták : A könyvtár tartalmazhat hasonló mintákat, vagy szülő-gyermek minták hierarchiájába szerveződhet.
- Hasonló megközelítések : Mivel valószínűleg sok lehetséges megoldás létezik erre a problémára, itt leírhatóak az alternatívák.
- Forráskód : Ha a kód elég moduláris ahhoz, hogy újra felhasználható legyen, akkor a könyvtárba is beilleszthető.

## A tervezési minták használatának okai
Az interakció-tervezési minták használatának előnyei:
- A kezdőknek néhány bevált gyakorlatot és általános megközelítést tanít
- A tervezők kollektív tapasztalatának megragadása számos felhasználási forgatókönyv szerint
- Közös nyelvet ad a csapatoknak, csökkentve a különböző szókincsből fakadó félreértéseket
- Csökkenti az időt és a költségeket a tervezés és fejlesztés életciklusában
- Használhatóvá téve a „legkisebb ellenállás útját”
- Megszünteti a "kerék újrafeltalálásával" töltött időt
- Konzisztens és kiszámítható tapasztalatokat ad a felhasználóknak egy alkalmazás vagy szolgáltatás területén

## Előnyök a tervezési irányelvekkel szemben
Az irányelvek általában hasznosabbak a követelmények leírására, míg a minták hasznos eszközök azok számára, akiknek a követelményeket konkrét szoftveres megoldásokká kell alakítaniuk. Vannak, akik a tervezési irányelveket az interakciós tervezési minták egyikének tekintik, mivel ezek szintén általános megközelítései az interakciós tervezés tapasztalatainak megragadásának. Az interakciós tervezési mintáknak azonban általában a következő előnyei vannak a tervezési irányelvekkel szemben:
1. Az absztrakt irányelvek (például Shneidermantól az Eight Golden Rules of Interface Design) nem tartalmazzák a probléma megoldását és nem használhatók interdiszciplináris kommunikációra. Továbbá az irányelvek nem adnak magyarázatot arra, hogy egy adott megoldás miért működik.
2. A konkrét irányelvek (például a Macintosh Human–Interface Guidelines) túlságosan egy adott interfészhez vannak szabva, és ezért nem olyan hatékonyak, ha más interfészekre (különösen a nem Macintosh interfészekre) alkalmazzák őket.
3. Az irányelvek további problémái, hogy általában túl számosak, ami megnehezíti a tervezők számára a megfelelő elv alkalmazását. Az irányelvek abszolút érvényességet is feltételeznek, miközben általában csak egy adott összefüggésben alkalmazhatók. Ennek az is következménye, hogy az iránymutatások gyakran azért eltérőek, mert hiányzik a kontextus leírása.

Az irányelvek és minták nem feltétlenül ütköznek egymással, és mindkettő együttesen használható a probléma azonosítására, majd érvényes megoldás létrehozására.

## Fordítás
Ez a szócikk részben vagy egészben  az   Interaction design pattern című angol Wikipédia-szócikk ezen változatának fordításán alapul.  Az eredeti cikk szerkesztőit annak laptörténete sorolja fel. Ez a jelzés csupán a megfogalmazás eredetét és a szerzői jogokat jelzi, nem szolgál a cikkben szereplő információk forrásmegjelöléseként.